# Muskátpinty
A muskátpinty (Lonchura punctulata) a madarak osztályának a verébalakúak (Passeriformes) rendjébe, ezen belül a díszpintyfélék (Estrildidae) családjába tartozó faj.

## Előfordulása
A trópusi Ázsia déli részén, Indiában, Srí Lankán, Kína déli részén, Tajvanon, Laoszban, Kambodzsában, Vietnámban, Malajziában, Indonézia egyes szigetein (így Szumátrán, Jáván, Bali, Lombok és Celebesz szigetén) valamint a Fülöp-szigeteken honos.
Kínai alfaját (Lonchura punctulata topela) betelepítették Ausztrália keleti részébe, ahol mára igen nagy populációja él és konkurens fajként lép fel az ausztrál nádipinty fajokkal szemben.
Ezen kívül betelepítették még Japánba, Palaura, Szingapúrba, Jamaicára, Hispaniola szigetére, Puerto Ricóba, a Hawaii-szigetekre, Mauritiusra és Réunion szigetére is.
Sikertelenül próbálták meghonosítani a Seychelle-szigeteken, Tahitin és Új-Zélandon.

## Alfajai
- Lonchura punctulata punctulata (Linné 1758) – India, Pakisztán
- Lonchura punctulata subundulata (Godwin-Austen, 1862) – Asszám, Burma
- Lonchura punctulata topela (Swinhoe, 1863) – Kína, Tajvan
- Lonchura punctulata yunnanensis (Parkes 1958) – Délnyugat-Kína, Északkelet-Burma
- Lonchura punctulata fretensis (Kloss 1931) – Malajzia, Szingapúr, Szumátra és Nias.
- Lonchura punctulata cabanisi (Sharpe 1890) – Fülöp-szigetek, Luzon, Palawan, Mindoro, Panay
- Lonchura punctulata particeps (Riley 1920) – Celebesz
- Lonchura punctulata nisoria (Temminck, 1830) – Jáva, Bali
- Lonchura punctulata baweana (Hoogerwerf 1963)
- Lonchura punctulata fortior (Rensch 1928) – Lombok, Sumbawa
- Lonchura punctulata sumbae (Maye 1944) – Sumba
- Lonchura punctulata blassi (Stresemann 1912) – Flores, Timor, Babar-szigetek, Tanimbár-szigetek
- Lonchura punctulata holmesi (Restall, 1992) – Délkelet-Borneó
- Lonchura punctulata insulicola (Mees, 2006) – Kis-Szunda-szigetek (Indonézia)

## Megjelenése
Testhossza 10-12 centiméter. A nemek hasonlóak. Arca és torka sötétbarna, háta és szárnya gesztenyebarna, melle és hasi oldala gyöngyös, a hasa fehér.
|  |  |

## Életmódja
Különböző magvakkal táplálkozik.

## Szaporodása

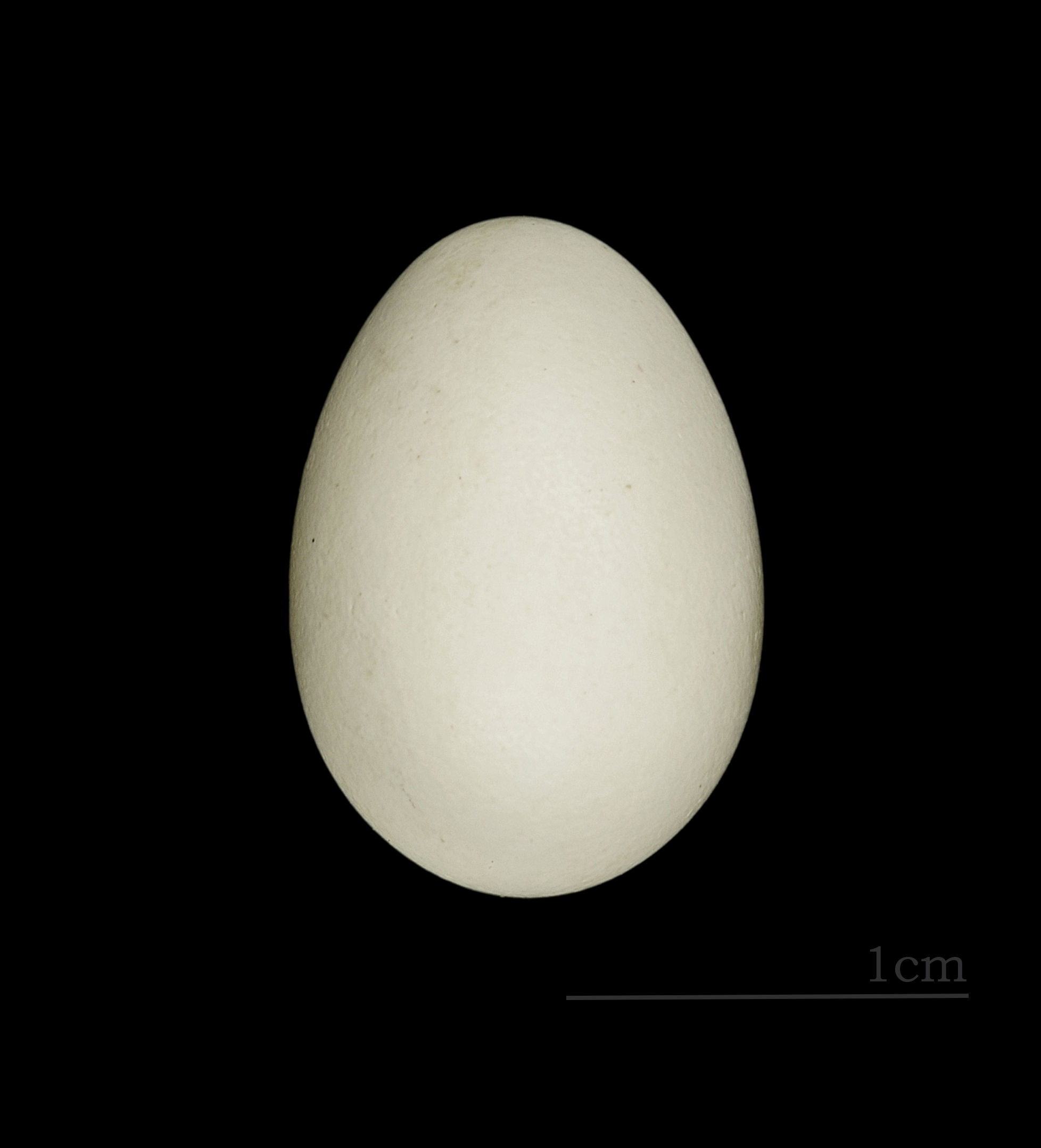
Lonchura punctulata

Szaporodási időszaka októbertól áprilisig tart. A fészek építéséhez előszeretettel használ friss-zöld fűszálakat. Fészekalja 4-10 fehér tojásból áll, melyen 12 napig kotlik. A fiatal példányok 19-23 nap után hagyják el a fészket.